# Larry Drew
Larry Donnell Drew (ur. 2 kwietnia 1958 w Kansas City) – amerykański koszykarz, występujący na pozycji rozgrywającego oraz trener koszykarski, obecnie asystent trenera Los Angeles Clippers.

## Życiorys
Spośród jego synów – Larry Drew II ma za sobą występy w Philadelphia 76ers, Landon na California State University, natomiast Lindsey w drużynie Nevada State University Wolf Pack.
16 listopada 2020 został asystentem trenera Los Angeles Clippers.

## Osiągnięcia
NCAA
- Uczestnik rozgrywek NCAA Sweet Sixteen (1980)

NBA
- Finalista NBA (1991)[5]
- Zawodnik miesiąca (grudzień 1982)[6]

Trenerskie
- Finalista NBA jako asystent trenera (2015, 2017)[5]